# Brandon Davies
Pour les articles homonymes, voir Davies.
Brandon Davies, né le 25 juillet 1991 à Philadelphie (Pennsylvanie), est un joueur américano-ougandais professionnel de basket-ball, évoluant au poste de pivot.

## Carrière

### Carrière universitaire
Durant sa carrière universitaire, il joue pour les Cougars de BYU.

### Carrière professionnelle
Non drafté, il rejoint les Clippers de Los Angeles pour participer à la NBA Summer League. Le 5 septembre 2013, il signe avec les Clippers mais il est coupé le 21 octobre. Le 28 octobre, il signe avec les Sixers de Philadelphie. Il joue son premier match en NBA le 2 novembre contre les Bulls de Chicago où il marque deux points en deux minutes de jeu.
Le 18 janvier 2014, il se fracture son petit doigt de la main droite, doit se faire opérer et être absent durant au moins un mois. Le 12 janvier 2015, il signe à Chalon-sur-Saône pour pallier la blessure d'Eric Dawson. Pour la saison 2015-2016, il évolue au Pallacanestro Varese.
Après une bonne saison 2016-2017 avec l'AS Monaco, Davis rejoint le Žalgiris Kaunas qui participe à l'Euroligue. Le contrat court sur un an avec une année supplémentaire en option. Il réalise une très bonne saison 2017-2018 avec le Žalgiris et en avril, il resigne avec le Žalgiris jusqu'à la fin de la saison 2019-2020.
En juin 2019, il signe avec le FC Barcelone un contrat de deux ans,. Davies obtient la nationalité ougandaise.
Son contrat avec le Barça est prolongé d'une saison (jusqu'à la fin de la saison 2021-2022) en juillet 2020.
En juin 2022, Davies quitte le Barça pour l'Olimpia Milan avec lequel il signe un contrat pour deux saisons.

## Records en carrière
Les records personnels de Brandon Davies, officiellement recensés par la NBA sont les suivants :
| Type de statistique        | Saison régulière | Saison régulière                  | Saison régulière |
| Type de statistique        | Record           | Adversaire                        | Date             |
| -------------------------- | ---------------- | --------------------------------- | ---------------- |
| Points                     | 20               | Magic d'Orlando                   | 5 novembre 2014  |
| Paniers marqués            | 9                | Magic d'Orlando                   | 5 novembre 2014  |
| Paniers tentés             | 12               | @ Rockets de Houston              | 14 novembre 2014 |
| Paniers à 3 points réussis | 1                | 9 fois                            |                  |
| Paniers à 3 points tentés  | 4                | @ Rockets de Houston              | 14 novembre 2014 |
| Lancers francs réussis     | 5                | @ Cavaliers de Cleveland          | 7 janvier 2014   |
| Lancers francs tentés      | 7                | @ Cavaliers de Cleveland          | 7 janvier 2014   |
| Rebonds offensifs          | 4                | 3 fois                            |                  |
| Rebonds défensifs          | 6                | @ Raptors de Toronto              | 9 novembre 2014  |
| Rebonds totaux             | 8                | @ Pelicans de La Nouvelle-Orléans | 16 novembre 2013 |
| Passes décisives           | 4                | @ Spurs de San Antonio            | 17 novembre 2014 |
| Interceptions              | 3                | 2 fois                            |                  |
| Contres                    | 1                | 11 fois                           |                  |
| Balles perdues             | 5                | @ Raptors de Toronto              | 9 novembre 2014  |
| Minutes jouées             | 29               | 4 fois                            |                  |

- Double-double : aucun (au 21/11/2014)
- Triple-double : aucun.

## Palmarès

### Distinctions collectives
- Vainqueur de la Leaders Cup 2017
- Champion de Lituanie 2018, 2019
- Vainqueur de la Coupe de Lituanie 2018
- Vainqueur de la Coupe du Roi 2021 et 2022
- Champion d'Espagne 2021
- Champion d'Italie 2023
- Vainqueur de la Ligue adriatique 2025
- Champion de Serbie 2025

### Distinctions personnelles
- 2 fois First team All-WCC (2012–2013).
- Élu dans le meilleur cinq majeur (All-EuroLeague First Team) de l'Euroligue 2018-2019
- Élu dans le deuxième meilleur cinq majeur (All-EuroLeague Second Team) de l'Euroligue 2020-2021